# نيكولاي في. كريلوف
نيكولاي في. كريلوف (بالروسية: Николай Крылов)‏ هو أستاذ جامعي ورياضياتي روسي، ولد في 5 يونيو 1941 في سودوغدا في روسيا.